# Biała tęcza

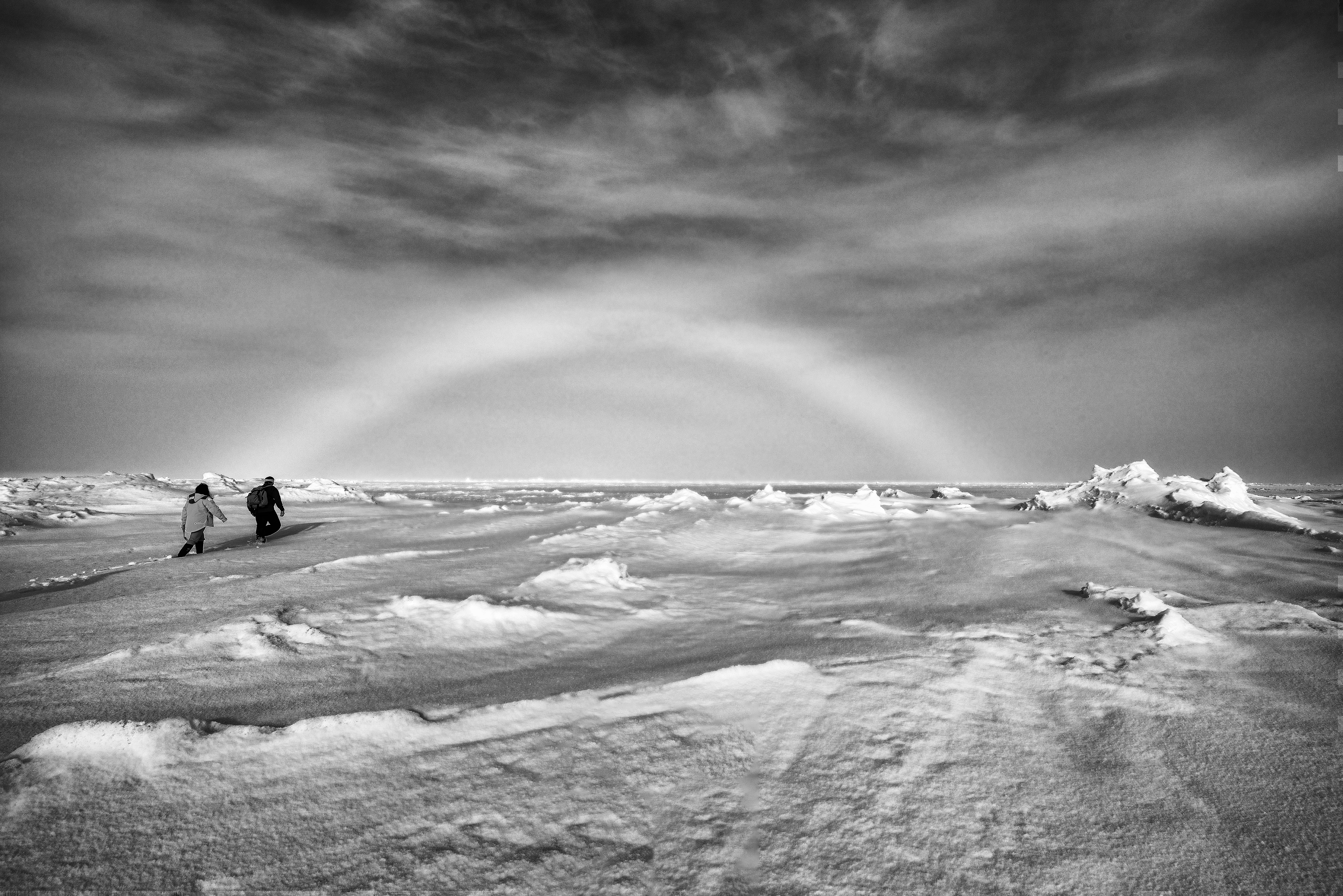
Biała tęcza na mgle

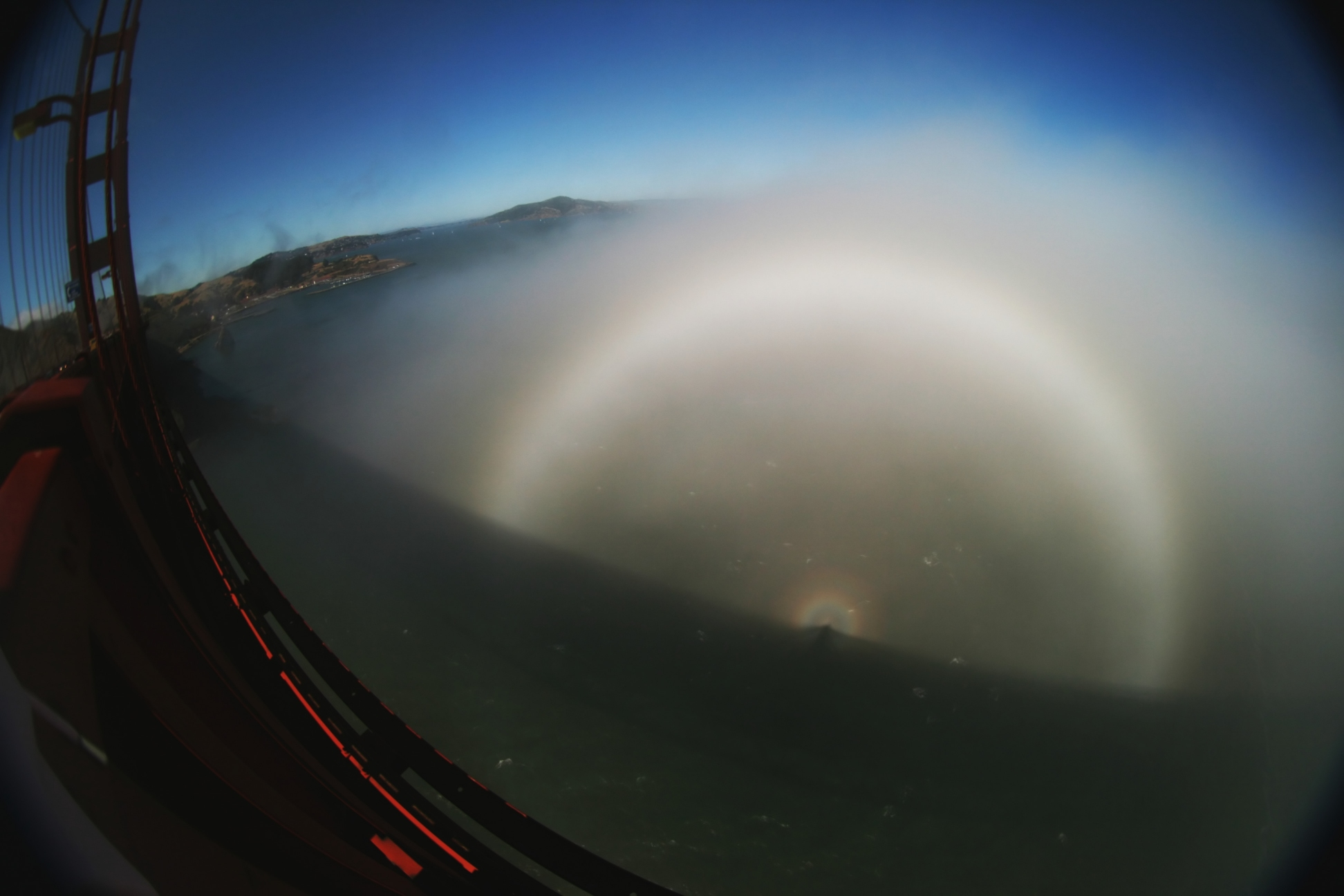
Biała tęcza i gloria widziana z mostu

Biała tęcza, tęcza we mgle – zjawisko optyczne i meteorologiczne, obserwowane jako białe lub lekko zabarwione łuki na tle mgły, obserwowane względem promieni świetlnych w kierunku podobnym do tęczy.

## Obserwacja
Warunkiem powstania białej tęczy jest oświetlenie obszaru mgły równoległymi promieniami słonecznymi, przez co od strony słońca nie może być mgły, a gęsta mgła musi wystąpić naprzeciw słońca. Łuk tęczy jest pod kątem 30–45° do promieni świetlnych tworzących ją. Dlatego na poziomym terenie tęczę można zaobserwować rano lub wieczorem, gdy słońce jest niżej niż 30–40° nad horyzontem. Przy obserwacji mgły z góry, np. na pochyłości terenu, statku, wieży, z samolotu, tęcza może być obserwowana o dowolnej porze dnia. Biała tęcza jest znacznie szersza niż zwykła tęcza, nie ma wyraźnych barwnych efektów, przez co zauważenie jej jest znacznie trudniejsze niż zwykłej tęczy. Mgły są często rozległe, umożliwiając obserwację całego łuku białej tęczy. Jeżeli w kierunku cienia obserwatora jest mgła, to w centrum łuku tęczy powinna być widoczna gloria.
Białą tęczę można uzyskać, oświetlając mgłę wiązką światła sztucznego, np. z reflektora samochodowego. Jakość uzyskanej tęczy i glorii zależy od jednolitości rozmiaru kropel.
Źródłem światła dla tęczy może być światło odbite Księżyca. Przy bardzo słabym oświetleniu oko ludzkie nie rozróżnia kolorów, dlatego na podstawie obserwacji nie można stwierdzić, czy obserwowana tęcza jest kolorowa, czy też biała.

## Powstawanie
Bieg promieni świetlnych w kropli wody jest identyczny jak przy powstawaniu kolorowej tęczy. W wielobarwnej tęczy światło przebiega przez krople deszczu, które są na tyle duże, że bieg promieni jest dokładnie zgodny z przewidywaniami optyki geometrycznej. W tęczy powstającej na maleńkich kropelkach mgły, w wyniku dyfrakcji bieg promieni odbiega od przewidzianego przez optykę geometryczną, w wyniku czego nie występuje separacja kolorów światła. Tęcza na mgle nie jest idealnie biała, obserwuje się wyblakłe kolory, z przewagą czerwieni na zewnątrz łuku i niebieskiego w wewnętrznej części łuku tęczy. Maksimum jasności światła wychodzącego tworzy ze światłem padającym kąt 135 do 150°, co odpowiada kątowi łuku tęczy 30–45°.
Tęcze uzyskane w symulacjach komputerowych wykazują, że dla kropel o wielkości 0,001 mm (1 μm) powstaje biały szeroki łuk, wewnątrz którego są barwne łuki odpowiadające tęczom wielokrotnym w zwykłej tęczy, także są znacznie szersze niż w zwykłej tęczy. W miarę wzrostu średnicy kropel, biała tęcza zwęża się, a wewnętrzne łuki zbliżają się do siebie i słabną. Dla kropel o średnicy 1 mm efekty dyfrakcyjne w obszarze tęczy są niezauważalne, z wyjątkiem obszaru tuż przy wewnętrznym łuku tęczy.

symbol przewidziany dla białej tęczy